# Basso Mantovano
Il basso mantovano (bass mantuàn in dialetto basso mantovano) è una porzione territoriale della provincia di Mantova, che si estende a sud dell'omonima provincia, confinante con le province di Cremona, Reggio Emilia, Modena e per pochi chilometri con quelle di Parma e Ferrara. Del basso mantovano fanno parte anche 19 comuni che si trovano a sud del fiume Po, e che compongono quindi l'area chiamata oltrepò mantovano. Il comune più importante è Mantova.

## Comuni
- Borgocarbonara
- Commessaggio
- Dosolo
- Gonzaga
- Magnacavallo
- Moglia
- Motteggiana
- Ostiglia
- Pegognaga
- Pieve di Coriano
- Poggio Rusco
- Pomponesco
- Quingentole
- Quistello
- Revere
- Sabbioneta
- San Benedetto Po
- San Giacomo delle Segnate
- San Giovanni del Dosso
- Schivenoglia
- Sermide e Felonica
- Serravalle a Po
- Sustinente
- Suzzara
- Viadana
- Villa Poma

## Il sisma del 2012
Nel maggio del 2012 diversi comuni del posto sono stati colpiti dal terremoto, che ha avuto origine presso la bassa modenese.

## Architetture

### Architetture civili
- Teatro all'Antica di Sabbioneta
- Castello di Pomponesco

### Architetture religiose
- Sinagoga di Sabbioneta

## Sport

### Calcio
A Poggio Rusco ha sede la società calcistica Poggese A.C.D.. 

## Prodotti tipici

### Primi piatti
- Tortelli di zucca

### Formaggi
- Grana Padano

### Vini
- Lambrusco Mantovano

#### Il Parmigiano-Reggiano
La zona dell'oltrepò mantovano (a sud dell'omonimo fiume) è l'unica zona al di fuori della regione emiliana dove viene effettuata la produzione del Parmigiano-Reggiano.

## Eventi
A Pomponesco, il secondo week-end di settembre, si svolge il “Festival della cucina mantovana”. Si tratta di una sagra di paese, che offre tra le specialità culinarie lumache fritte, zucca e salame mantovano.

## Dialetto
Nella zona dell’Oltrepò è diffuso il dialetto del basso mantovano e in quella dell’Oglio Po il dialetto Casalasco-Viadanese.  Da un punto di vista sintassico e logico, il mantovano è strettamente imparentato con il dialetto emiliano, avendo anche diversi suoni e vocaboli, molto simili al dialetto di Reggio Emilia. Questa, è una delle ragioni, che ha sempre portato la popolazione del basso mantovano, a essere più vicina socialmente e culturalmente all'Emilia, che alla Lombardia.

## Cinema
Nel comune di Pomponesco, è stato girato il remake del film Don Camillo nel 1983, con protagonista Terence Hill in abito talare e Colin Blakely, nel ruolo del sindaco comunista.